# خانه طاهر فرهنمدیان
خانه طاهر فرهنمدیان مربوط به دوره صفوی است و در دهدشت، در کنار حمام ضلع شرقی، پایین ارگ، بافت قدیم واقع شده و این اثر در تاریخ ۱۲ بهمن ۱۳۸۱ با شمارهٔ ثبت ۷۴۷۲ به‌عنوان یکی از آثار ملی ایران به ثبت رسیده است.